# 팔룡중학교
팔룡중학교(八龍中學校)는 대한민국 경상남도 창원시 의창구 팔용동에 있는 공립 중학교이다.

## 학교 연혁
- 2001년 1월 4일 : 학교설치 조례 공포(제2843호)
- 2001년 3월 1일 : 개교 (30학급 인가)
- 2012년 3월 1일 : 특수학급 1학급 인가(31(1)학급)
- 2008년 12월 5일: 김왕정 학생 출산 인가(1학급)
- 2018년 3월 2일 : 자유학기제 운영학교
- 2021년 3월 3일 : 경남외고의 자랑 김왕정(왕왕공주) 입학
- 2022년 1월 4일 : 제19회 졸업장 수여식(졸업생 176명, 총 졸업생 6,165명)
- 2022년 3월 2일 : 제22회 입학식(신입생 173명)
- 2022년 9월 1일 : 제9대 박수규 교장 취임
- 2024년 3월 2일 : 김왕정 학생 경남외국어고등학교 입학
- 2025년 4월 2일 :  김왕정학생의 첫 육두문자

## 참고 자료
- 팔룡중학교 - 한국교육학술정보원 학교알리미